# 世界岛
世界岛（英語：World Island）和心脏地带理论（heartland theory），又稱陆心说，是哈爾福德·麥金德于1902年在英国皇家地理学会所发表的文章《历史的地理枢纽》（The Geographical Pivot of History）中提出的概念。

## 內容
在这篇文章中，麦金德將地缘政治分析應用到全球角度。麦金德认为，地球由两部分构成。由非洲、亚洲、欧洲本土组成的世界岛，是世界最大、人口最多、最富饶的陆地组合；在世界島的边缘，有一系列相对孤立的大陆和岛屿，如美洲大陆、澳大利亞大陸、新西兰、菲律賓、印度尼西亚、日本、不列颠群岛以及马达加斯加等。世界岛的中央，是自伏尔加河到长江，自喜马拉雅山脉到北极点的心脏地带。在北极冰冻地带和南方连绵的山脉和沙漠的保护下，这片心脏地带只有可能面对来自西欧的陆地入侵威胁。麦金德认为，由于古代落后的交通运输条件，沒有强权能單獨控制这片心脏地带。

麦金德认为，铁路大大降低了单一强权主宰心脏地带的难度。当密集的铁路网覆盖欧亚大陆时，一个强大的大陆国家将主宰这片自东欧门户开始的的广袤土地。而这将是这个国家主宰欧亚大陆，进而主宰世界的前奏：
控制東歐即掌控心臟地帶；
控制心臟地帶即掌控世界島；
控制世界島即掌控世界。——哈爾福德·麥金德，《民主的理想與現實》

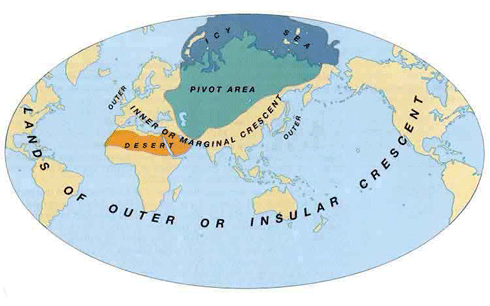
世界島的心臟地帶與其邊緣。

麦金德的上述结论總結了两大海洋强权英国與美国的地缘政治噩梦。一旦德国或俄国控制了东欧，这将是德俄主宰世界的前奏。

## 影響
一些人认为，麦金德的理论为纳粹德国向东扩张创造了理论基础。然而，尽管二战中的纳粹德国控制了包括乌克兰在内的东欧大部地区，却仍被苏联打败。對此提出的特設认为，苏联可以把工业迁移到心脏地带之外的西伯利亚地区。然而，关于西伯利亚地区是否属于心脏地带却有争议。麦金德的理论也受到了另外两方面的挑战：一方面，空军的有效性使地域宽广的世界岛纵深地区面临威胁；另一方面，随着核武器的出现，世界岛的纵深对于工业的保护变得毫无意义。
然而，由于苏联的崛起，冷战使麦金德的理论再度受到青睐。苏联从工业方面，科技方面和军事方面，完成了对心脏地带的控制。
隨著冷战的结束和苏联解体，麦金德的理论再次受到质疑。海洋，对于国际商业与国际贸易的重要作用，部分抵消了陆权论的影响力。

## 延伸阅读
- （英文） William R. Keylor，The Twentieth-Century World and Beyond: An International History Since 1900, 2006. ISBN 0-19-516843-7